# Diapason d'or

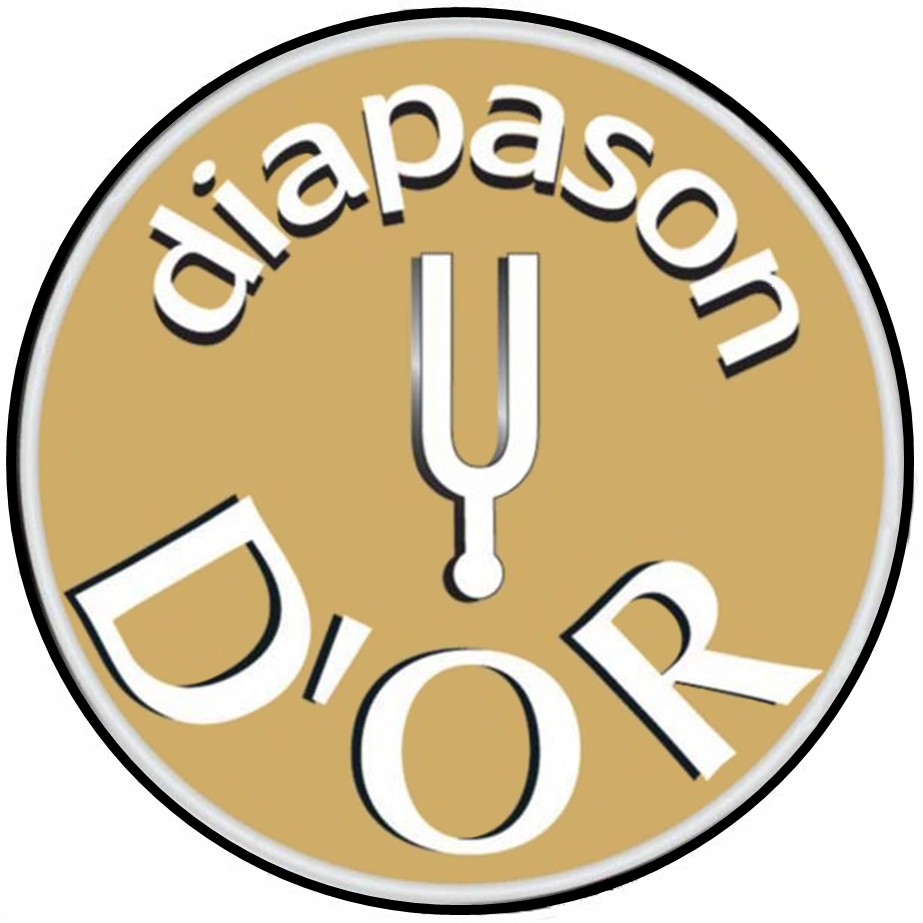
Emblema do prêmio

Diapason d'or (Diapasão de ouro) é um prêmio oferecido pela revista francesa de música erudita Diapason.
A revista foi fundada em 1955, é a mais antiga da França ainda em circulação, e uma referência em seu campo. O seu prêmio se destina a destacar as melhores gravações de música erudita de cada ano. O primeiro juri é formado por 40 críticos, que fazem a seleção de indicados. Depois um segundo juri de quatro críticos define os vencedores. Não há um número fixo de vencedores.
É a principal premiação musical da França e internacionalmente tem um grande prestígio, sendo muito cobiçado. Seu prestígio se reflete também no mercado. Um disco premiado com o Diapason d'or vende pelo menos duas vezes mais que um disco normal. Segundo Stéphanie Flament, gerente de comunicação da gravadora belga Outhere Music, "quando você recebe um prêmio desses, é sempre um momento de comemoração e orgulho para toda a equipe. Um Diapason d'or é uma grande influência. É a garantia de vender melhor o disco e de ter uma melhor visibilidade para o artista".